# Plectrohyla siopela
Plectrohyla siopela är en groddjursart som först beskrevs av William Edward Duellman 1968.  Plectrohyla siopela ingår i släktet Plectrohyla och familjen lövgrodor. IUCN kategoriserar arten globalt som akut hotad. Inga underarter finns listade i Catalogue of Life.